# Forty Licks
Forty Licks je kompilační album britské rockové skupiny The Rolling Stones, které vyšlo v roce 2002. Album vyšlo jako retrospektivní připomínka 36 největší hitů skupiny společně se čtyřmi novými skladbami, které skupina nahrála speciálně pro toto album. Kompilace vyšla k 40. výročí od založení skupiny v roce 1962.

## Seznam skladeb
| Pořadí | Skladba                                                    | Původní album                                     | Délka |
| ------ | ---------------------------------------------------------- | ------------------------------------------------- | ----- |
| 1.     | "Street Fighnting Man"                                     | Beggars Banqut (13968)                            | 3:15  |
| 2.     | "Gimme Shelter"                                            | Let It Bleed (1969)                               | 4:31  |
|        | "(I Can't Get No) Satisfaction"                            | Out of Ours Heads (1965)                          | 3:43  |
| 4.     | "The Last Time"                                            | Out of Ours Heads (1965)                          | 3:41  |
| 5.     | "Jumpin' Jack Flash"                                       | Through the Past, Darkly (Big Hits Vol. 2) (1969) | 3:42  |
| 6.     | "You Can´t Always Get What You Want"                       | Let It Bleed (1969)                               | 7:28  |
| 7.     | "19th Nervous Breakdown"                                   | Big Hits (High Tide and Green Grass) (1966)       | 3:56  |
| 8.     | "Under My Thumb"                                           | Aftermath (1966)                                  | 3:41  |
| 9.     | "Not Fade Away" (Buddy Holly, Norman Petty)                | England's Newest Hit Makers (1964)                | 1:48  |
| 10.    | "Have You Seen Your Mother, Baby, Standing in the Shadow?" | Big Hits (High Tide and Green Grass) (1966)       | 2:36  |
| 11.    | "Sympathy for the Devil"                                   | Beggars Banquet (1968)                            | 6:17  |
| 12.    | "Mother's Little Helper"                                   | Aftermath (1966)                                  | 2:46  |
| 13.    | "She's a Rainbow"                                          | Their Satanic Majesties Request (1967)            | 4:13  |
| 14.    | "Get Off of My Cloud"                                      | December's Children (And Everybody's) (1965)      | 2:55  |
| 15.    | "Wild Horses"                                              | Sticky Fingers (1971)                             | 5:43  |
| 16.    | "Ruby Tuesday"                                             | Between the Buttons (1967)                        | 3:13  |
| 17.    | "Paint It Black"                                           | Aftermath (1966)                                  | 3:44  |
| 18.    | "Honky Tonk Women"                                         | Through the Past, Darkly (Big Hits Vol. 2) (1969) | 3:00  |
| 19.    | "It's All Over Now"                                        | 12 X 5 (1964)                                     | 3:26  |
| 20.    | "Let's Spend the Night Together"                           | Between the Buttons (1967)                        | 3:26  |
| 21.    | "Start Me Up"                                              | Tattoo You (1981)                                 | 3:33  |
| 22.    | "Brown Sugar"                                              | Sticky Fingers (1971)                             | 3:50  |
| 23.    | "Miss You"                                                 | Some Girls (1978)                                 | 3:35  |
| 24.    | "Beast of Burden"                                          | Some Girls (1978)                                 | 3:28  |
| 25.    | "Don't Stop"                                               | novinka (2002)                                    | 3:59  |
| 26.    | "Happy"                                                    | Exile On Main St. (1972)                          | 3:05  |
| 27.    | "Angie"                                                    | Goats Head Soup (1973)                            | 4:32  |
| 28     | "You Got Me Rocking"                                       | Voodoo Lounge (1994)                              | 3:34  |
| 29.    | "Shattered"                                                | Some Girls (1978)                                 | 3:46  |
| 30.    | "Fool to Cry"                                              | Black and Blue (1976)                             | 4:07  |
| 31.    | "Love Is Strong"                                           | Voodoo Lounge (1994)                              | 3:48  |
| 32.    | "Mixed Emotions"                                           | Steel Wheels (1989)                               | 4:01  |
| 33.    | "Keys to Your Love"                                        | novinka (2002)                                    | 4:11  |
| 34.    | "Anybody Seen My Baby?" (Jagger/Richards/k. d. lang/Mink)  | Bridges to Babylon (1997)                         | 4:08  |
| 35.    | "Stealing My Heart"                                        | novinka (2002)                                    | 3:42  |
| 36.    | "Tumbling Dice"                                            | Exile On Main St. (1972)                          | 3:47  |
| 37.    | "Undercover (Of the Night)"                                | Undercover (1983)                                 | 4:13  |
| 38.    | "Emotional Rescue"                                         | Emotional Rescue (1980)                           | 3:41  |
| 39.    | "It's Only Rock 'n Roll (But I Like It)"                   | It's Only Rock 'n Roll (1974)                     | 4:09  |
| 40.    | "Losing My Tough"                                          | novinka (2002)                                    | 5:06  |

## Obsazení
The Rolling Stones
- Mick Jagger - zpěv, kytara, harmonika
- Keith Richards - kytara, doprovodné vokály, zpěv
- Brian Jones - kytara, sitár, marimba, piáno, doprovodné vokály
- Mick Taylor - kytara, doprovodné vokály
- Ronnie Wood - kytara, doprovodné vokály
- Bill Wyman - baskytara
- Charlie Watts - bicí